# Euro-australian
Un euro-australian este persoana care locuiește în Australia și este, fie din Europa, sau este descendent al imigranților sau coloniștilor fondatori europeni. Nu există o definiție oficială a ceea ce un australian european este, deși, pentru scopuri de agregare a datelor, Biroului Australian de Statistică, a grupat etniile pe 2 categorii: „Europa de Nord-Vest” și „Europa de Sud și de Est”.
De la începutul epocii colonizării de către britanici în 1788, oamenii de origine europeană au format majoritatea populației din Australia. Euro-Australienii cuprind în prezent aproximativ 90 la sută din populația Australiei.
Etnii predominante sunt: englezi, scoțieni și irlandezi. Alte etnii semnificative includ: Italiană, germană, spaniolă, greacă, olandeză, malteză, bosniacă, croată, sârbă, macedoneană, maghiară, rusă, precum și română.

## Istoria

#### Primii colonialiști europeni
Înregistrările primilor marinari Europeni care navighează în "Australia"  apare în jurul 1606, și include observațiile lor de teren cunoscut sub numele de Terra Australis incognita (terenul necunoscut de sud). Prima navă a fost condusă de căpitanul  Duyfken Olandezul, Willem Janszoon.
Între 1606 și 1770, un număr de 54 nave europene au venit în Australia. Multe dintre acestea au fost navele comerciale din Indiile Olandeze de Est de companie si a inclus nava Abel Tasman. Tasman a cartografiat partea de Nord de nord, coastelor de vest și la sud de Australia, care a fost apoi cunoscut sub numele de New Holland.
În 1770, englezul locotenentul James Cook cartografiază coasta de est. Coastei Australiei a fost cartografiată în detaliu de către marinarii englezi și navigatorii englezi Bass și Flinders, Mariner și francezi, Baudin. O hartă a  coastei a fost publicat de Flinders în 1814.
Această perioadă de explorare europene se reflectă în numele de repere, cum ar fi strâmtoarea Torres, Arnhem Land,, Tasmania, Insulele Furneaux, Capul Frecinyet și La Perouse. expediții franceze între 1790 și 1830, condusă de D'Entrecasteaux, Baudin, și Furneaux, au fost înregistrate de naturalisti Labillardiere și Peron.

#### Primele așezări ale europenilor
Colonialiștii britanici  au inceput  stabilirea unei așezări  la Sydney Cove de către căpitanul Arthur Phillip pe 1.26.1788. Această dată mai târziu a devenit ziua națională a Australiei. Aceste terenuri includeau  actuala Noua Zeelandă, care a fost administrat ca parte a New South Wales.
Alte așezări britanice a urmat, la diferite puncte de pe continent, cele mai multe dintre ele fără succes. În 1826, o tabără militară britanică a fost înființată în Australia de Vest ,pentru a colonizarea franceză. Northern Territory a fost înființată în 1863 ca parte din Australia de Sud. Transportul deținuților în Australia a fost eliminată treptat între 1840 și 1868.
Zone masive de teren au fost folosite pentru agricultură si alte scopuri, defrișarea pământurilor a avut consecințe negative asuprea naturii și aceasta a afectat grav australienii indigeni, prin reducerea resurselor de hrană, adăpost. Acest progres a forțat micșorarea arealelor  și a redus numărul lor.Majoritatea au murit de boli nou-introduse și lipsa de resurse. Luptele  împotriva coloniștilor a fost larg răspândită, și lupta a durat  între anii 1788 și 1930 și a dus la moartea a cel puțin 20.000 de băștinași , precum și între 2000 și 2500 europeni. În timpul mijlocul secolului târziu 19, australienii băștinași din sud estul Australiei au fost mutați, de multe ori cu forța,.Bolile au început să se răspândească rapid și numărul populației  băștinașe au scăzut.

#### Dupa al doilea război mondial
După al doilea război mondial, guvernul australian a inițiat un program masiv de imigrații Europene. După prevenirea unei invazii japoneze, s-a văzut că țara trebuie să fie populată sau să piară. Imigrația a adus migrații tradiționale din Regatul Unit, împreună cu un număr mare de europeni din sudul și centrul Europei. O economie în plină expansiune australiană a fost în contrast puternic cu războiul ce a devastat Europa, și imigranții nou-sosiți au găsit locuri de muncă în programe guvernamentale. Două milioane de imigranți au sosit între 1948 și 1975.
Robert Menzies a înființat Partidul Liberal din Australia, care a dominat o mare parte din perioada interbelică, învingând Partidul Muncii condus de Ben Chiflez în 1949. Industria de prelucrare, jucând în prealabil o mică parte într-o economie dominată de producția primară, s-a extins considerabil. Din anii 1970 și abolirea albă privind politica Australiei din Asia și alte părți ale lumii, demografia Australiei, cultura și imaginea în sine a fost transformată radical. Totuși, în ciuda eliminării ei, cazurile de rasism continuă.

## Cultura
Rădăcinile culturii Euro-australiene provin din Europa și este instituționalizată sub forma guvernului său, tradiții si educație civică. Cultura dominantă până în anii 1950 a fost cea britanică, înainte de al doilea val de imigranți proveniți din Europa.

## Limbi vorbite de euro-australieni

### Limbi
Engleză, Italiană, Greacă, Germană, Macedoniană,Croată, Poloneză și Franceză.
| Limba        | Număr populație |
| ------------ | --------------- |
| Doar Engleză | 15,581,333      |
| Italiană     | 316,895         |
| Greacă       | 252,226         |
| Spaniolă     | 98,001          |
| Germană      | 75,634          |
| Macedoniană  | 67,835          |
| Croată       | 63,612          |
| Turcă        | 53,857          |
| Poloneză     | 53,389          |
| Sârbă        | 52,534          |
| Franceză     | 43,216          |
| Malteză      | 36,514          |
| Rusă         | 36,502          |
| Olandeză     | 36,183          |
| Portgheză    | 25,779          |
| Ungară       | 21,565          |
| Africană     | 16,806          |
| Bosniană     | 15,743          |

## Demografie
| Zona Metropolitană | Pop. Europeană | Procentajul din totalul populației |
| ------------------ | -------------- | ---------------------------------- |
| Sydney, NSW        | 3,606,062      | 81.96%                             |
| Melbourne, VIC     | 3,495,918      | 87.30%                             |
| Perth, WA          | 1,524,990      | 81.51%                             |
| Brisbane, QLD      | 1,957,655      | 83.56%                             |
| Adelaide, SA       | 1,240,078      | 87.49%                             |
| Canberra, ACT      | 366,719        | 84.70%                             |
| Darwin, NT         | 106,996        | 72.27%                             |
| Hobart, TAS        | 230,154        | 89.77%                             |